# تومي جورمان
تومي جورمان هو لاعب اللاكروس كندي، ولد في 9 يونيو 1886 في أوتاوا في كندا، وتوفي بنفس المكان في 15 مايو 1961.

## وصلات خارجية
- تومي جورمان على موقع أوليمبيديا (الإنجليزية)
- تومي جورمان على موقع اللجنة الأولمبية الكندية (الإنجليزية)